# Gloeocystidiellum porosellum
Gloeocystidiellum porosellum är en svampart som beskrevs av Hjortstam 1984. Gloeocystidiellum porosellum ingår i släktet Gloeocystidiellum och familjen Stereaceae.  Arten är reproducerande i Sverige. Inga underarter finns listade i Catalogue of Life.